# Chilia (okręg Neamț)
Chilia – wieś w Rumunii, w okręgu Neamț, w gminie Bârgăuani. W 2011 roku liczyła 262 mieszkańców.